# عبد الله المزين
عبد الله المزين (مواليد 8 فبراير 1988) لاعب إسكواش محترف من دولة الكويت، نال أعلى تصنيف عالمي له في مسيرته المركز 33 في مايو 2013.

## حياته المهنية
فاز المزين بالميدالية الذهبية في دورة الألعاب الآسيوية السابعة عشرة 2014 في إنتشون. وفاز بجائزة أفضل لاعب في العالم لشهر فبراير 2018 من اتحاد اللاعبين المحترفين بعد تحقيقه المركز الأول في بطولة دولية أقيمت في دولة قطر. وكانت آخر مشاركة له مع منتخب الكويت في نوفمبر 2022، إذ حصل المنتخب على المركز الثاني في بطولة آسيا للفرق التي أقيمت في كوريا الجنوبية. 
في عام 2024 فاز المزين بلقبه الثالث والعشرين في بطولة رابطة محترفي الإسكواش بعد فوزه في بطولة الاتحاد القطري للإسكواش رقم 6.